# Umuahia Township Stadium
Das Umuahia Township Stadium ist ein  Fußballstadion mit Leichtathletikanlage in der nigerianischen Stadt Umuahia. Es ist die Heimspielstätte des Fußballvereins Abia Warriors FC aus der nationalen Nigeria Professional Football League. Die Anlage hat ein Fassungsvermögen von 5000 Personen. Das Stadion hat keine Flutlichtanlage.